# Pá Lau
Pá Lau là một xã thuộc huyện Trạm Tấu, tỉnh Yên Bái, Việt Nam.

## Địa lý
Xã Pá Lau vnằm ở phía bắc huyện Trạm Tấu, có vị trí địa lý:
- Phía đông giáp thị xã Nghĩa Lộ
- Phía tây giáp xã Xà Hồ
- Phía nam giáp xã Trạm Tấu
- Phía bắc giáp xã Túc Đán.

Xã Pá Lau có diện tích 21,79 km², dân số năm 2019 là 1.608 người, mật độ dân số đạt 74 người/km².

## Hành chính
Xã Pá Lau được chia thành 5 thôn: Giao Chú, Giao Lau, Háng Tây, Pá Lau, Tàng Ghênh.